# خوسيه فيرير (ملحن)
خوسيه فيرير (بالإسبانية: José Ferrer Esteve de Fujadas)‏ هو ملحن إسباني، ولد في 13 مارس 1835 في غيرونا في إسبانيا، وتوفي في 7 مارس 1916 في برشلونة في إسبانيا.

## وصلات خارجية
- خوسيه فيرير على موقع أول ميوزيك (الإنجليزية)